# 罗莎莉亚·阿布雷乌
罗莎莉亚·阿布雷乌（西班牙語：Rosalía Abreu，1862年1月14日—1930年11月3日）是一位古巴种植园主的女儿和动物园经营者，首次在人工条件下繁殖了黑猩猩（Pan troglodytes）。